# Fiumicicoli
 (mai 2014).
Le Fiumicicoli est une rivière française du département Corse-du-Sud de la région Corse et un affluent du fleuve le Rizzanese.

## Géographie
D'une longueur de 24,1 kilomètres, le Fiumicicoli prend sa source sur la commune de Zonza à 905 mètres d'altitude, au peu au-dessus et à l'est de route départementale D368 et à 1 km à l'est du Monte Calva (1 381 m). Dans sa partie haute, sur le nord est de la commune de Carbini, il s'appelle aussi, pour Géoportail, le ruisseau de Satu. Et sur les deux communes de Zonza et San-Gavino-di-Carbini, il s'appelle aussi pour Géoportail, le ruisseau de Carabona.
Il coule globalement du nord-est vers le sud-ouest.
Il conflue à l'ouest de la commune de Olmiccia, à 48 mètres d'altitude, juste après le pont de Pulmbna sur la route départementale 268.

### Communes et cantons traversés
Dans le seul département de la Corse-du-Sud, le Fiumicicoli traverse les sept communes suivantes, dans le sens amont vers aval, de Zonza (source), San-Gavino-di-Carbini, Carbini, Levie, Mela, Sainte-Lucie-de-Tallano, Olmiccia (confluence).
Soit en termes de cantons, le Fiumicicoli prend source dans l'ancien canton de Levie, maintenant le canton de Bavella, traverse le nouveau canton du Grand Sud, et conflue dans l'ancien canton de Tallano-Scopamène, maintenant dans le canton du Sartenais-Valinco, le tout dans l'arrondissement de Sartène.

### Bassin versant
Le Fiumicelli traverse une seule zone hydrographique « Le Fiumicicoli » (Y882) de 99 km2 ou 92 km2. Ce bassin versant est constitué à 86,69 % de « forêts et milieux semi-naturels », à 12,94 % de « territoires agricoles », à 0.67 % de « territoires artificialisés ». 

### Organisme gestionnaire
L'organisme gestionnaire est le Comité de bassin de Corse, depuis la loi corse du 22 janvier 2002.

## Affluents
Le Fiumicicoli a seize affluents référencés :
- le ruisseau de Giallitaju (rg), 3,9 km sur les deux commune de San-Gavino-di-Carbini et Zonza.
- le ruisseau de Fiorentina (rg), 2 km sur la seule commune de San-Gavino-di-Carbini.
- le ruisseau de Petre Late (rg), 2,8 km sur la seule commune de San-Gavino-di-Carbini.
- le ruisseau de Vigne d'Allandi (rg), 3,8 km sur la seule commune de Carbini.
- ----- le ruisseau de Buri (rd), 1,4 km sur la seule commune de Levie.
- le ruisseau de Vacca Morta (rg), 4 km sur les deux communes de Carbini et Levie avec un affluent :
  - le ruisseau de Lamaja (rd), 2,3 km sur la seule commune de Carbini.
- le ruisseau de Leva (rg), 5,4 km sur les deux communes de Carbini et Levie.
- ----- le ruisseau de Salvatica (rd), 8,3 km sur la seule commune de Levie avec un affluent :
  - le ruisseau de Berghini (rg), sur les deux communes de Levie et San-Gavino-di-Carbini.
- ----- le ruisseau de Petra Grossa (rd), 4,1 km sur les deux communes de Levie et Mela.
- ----- le ruisseau de Culumbella (rd), 1,1 km sur les deux communes de Levie et Mela.
- le ruisseau de Mezzane (rg), 4,4 km sur les deux communes de Levie et Mela avec deux affluents :
  - le ruisseau de Ciscia 1,8 km sur la seule commune de Levie.

- - le ruisseau de Casavecchia 2,1 km sur les trois communes de Levie, Mela et Sainte-Lucie-de-Tallano.

- ----- le ruisseau de San Polu (rd), 4,8 km sur la seule commune de Sainte-Lucie-de-Tallano.
- ----- le ruisseau de Tunau (rd), 1,3 km sur la seule commune de Sainte-Lucie-de-Tallano.
- le ruisseau d'Ormellu (rg) 2,9 km, sur la seule commune de Sainte-Lucie-de-Tallano.
- le ruisseau de Pagnanesa (rg), 3,2 km sur les deux communes de Foce et Sainte-Lucie-de-Tallano avec un affluent :
  - ----- le ruisseau de Canale (rd) 2,2 km sur la seule commune de Sainte-Lucie-de-Tallano.
- le ruisseau de Vitte Grosse (rg), 3,2 km sur la seule commune de Sainte-Lucie-de-Tallano.

### Rang de Strahler
Le rang de Strahler est donc de trois.

## Hydrologie

### Crues
La dernière crue, très importante, date du 31 octobre 1993.